# Матилда фон Хабсбург
Матилда фон Хабсбург (на немски: Mathilde, Melchilde; * 1251, Райнфелден; † 23 декември 1304, Мюнхен) от фамилията Хабсбурги, е чрез женитба херцогиня на Горна Бавария.

## Произход
Матилда е най-възрастната дъщеря на крал Рудолф I и неговата съпруга Гертруда фон Хоенберг.

## Биография
Тя се омъжва на 24 октомври 1273 г. в Аахен за Лудвиг II Строги от род Вителсбахи, херцог на Горна Бавария. Тя е неговата трета съпруга. Двамата имат пет деца. Когато съпругът ѝ умира през 1294 г., тя става регентка на малолетния си син Рудолф I.
Умира през 1304 г. на 51-годишна възраст. Погребана е във Фюрстенфелдбрук.

## Потомство
- Рудолф I (1274 – 1319) ∞ 1294 в Нюрнберг Мехтхилд от Насау (1280 – 1323)
- Мехтхилд (1275 – 1319) ∞ 1288 в Улм Ото II († 1330), княз на Люнебург (Велфи)
- Агнес (1276 – 1340)
- ∞ 1290 Хайнрих, ландграф на Хесен (1264 – 1298)
- ∞ 1303 Хайнрих I, маркграф на Бранденбург и Ландсберг (1256 – 1319)
- Ана (* 1280), монахиня в манастир Улм
- Лудвиг IV Баварски (1282 – 1347) – Император на (Свещената Римска империя)
- ∞ 1308 в Силезия Беатрикс от Силезия-Глогау (1290 – 1322)
- ∞ 1324 в Кьолн Маргарета Холандска (1293 – 1356).